# Medazepam
Il medazepam è uno psicofarmaco della categoria delle benzodiazepine. È conosciuto sotto vari nomi tra cui Rudotel, Raporan, Ansilan e Mezapam.

## Usi medici
Il medazepam è un farmaco che possiede proprietà ansiolitiche, anticonvulsivanti, sedative e miorilassanti scheletriche.